# Jack Dalrymple
Jack Dalrymple (Mineápolis, Minnesota, 16 de octubre de 1948) es un político estadounidense del Partido Republicano. Fue gobernador de Dakota del Norte de 2010 a 2016.